# شبکه رشد
شبکهٔ ملی مدارس ایران (رشد) با استفاده از توانایی‌ها و ظرفیت‌های فناوری نوین (نظیر اینترنت و فضای مجازی)، همانند یک بسته آموزشی است که نظام آموزشی کشور ایران را در رسیدن به اهداف آموزشی و پرورشی یاری می‌رساند و محور اصلی آن تقویت و تکمیل و تعمیق تمام برنامه‌ها و همچنین فعالیت‌های مربوط به مدارس می‌باشد.

## اصول محتوایی و فنی شبکه رشد
۱- آموزشی بودن مطالب ۲- صحت و اعتبار علمی ۳- طبقه‌بندی و سازماندهی ۴- سهولت دسترسی ۵- سادگی صفحات ۶- تعاملی بودن آموزش و محتوا ۷- تنوع در ارائه محتوا بیشتر و دقیق

## گروه مخاطبان شبکه رشد
۱- دانش‌آموزان دوره‌های تحصیلی پیش دبستانی، ابتدایی، راهنمایی، متوسطه، پیش‌دانشگاهی ۲- آموزگاران، معلمان، دبیران ۳- کادر اداری و آموزشی، مدیر مدرسه، معاون، مربی، مشاور، کتابدار، امور دفتری ۴- والدین ۵- کارمندان حوزه ستاد و صف وزارت آموزش و پرورش ۶- دانش آموزان استثنایی ۷- دانشجویان تربیت معلم و دبیری متوسط

## بخشهای شبکه رشد
۱-وبلاگ ۲-آموزش الکترونیکی ۳-دانشنامه رشد ۴-مقالات علمی ۵-اخبار ۶-مجموعه فیلم و موسیقی ۷-نگارخانه عکس ۸-انتخاب من ۹-طنز ۱۰-آواها و نماها ۱۱-دست‌نوشته‌ها ۱۲-تازه‌ها ۱۳-پرسش مهر ۱۴-گوش به لبهای آسمانی ۱۵- پایگاه‌های مدارس ۱۶-امور کاربران ۱۷-فروشگاه کتاب ۱۸-مجلات رشد ۱۹ پایگاه‌های رشد ۲۰-معرفی کتاب ۲۱- معرفی وبگاه ۲۲-پرسش و پاسخ ۲۳-اخبار و روزنامه‌ها پایگاه های مدارس